# Чаплино-Васильківський заказник

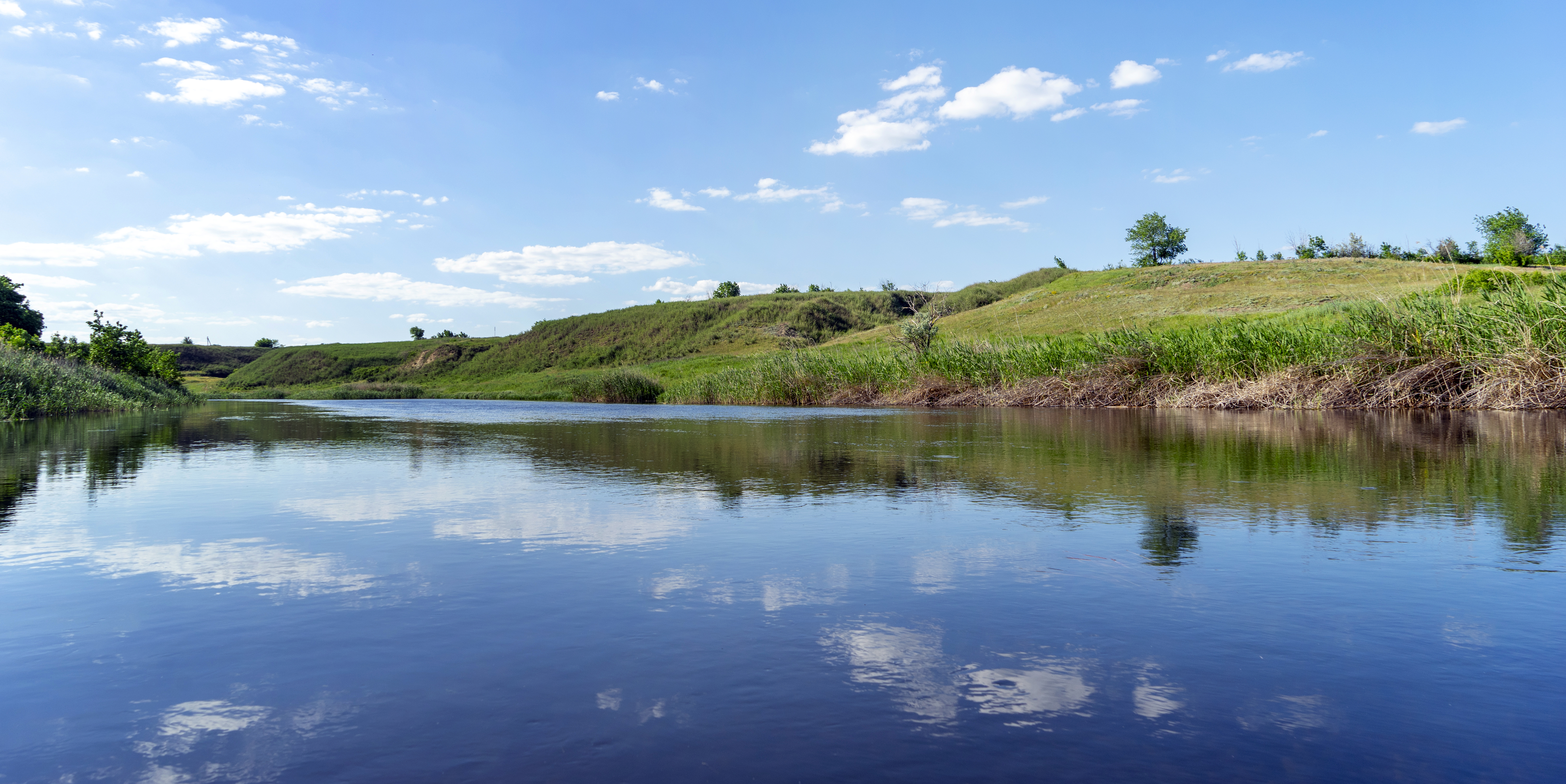

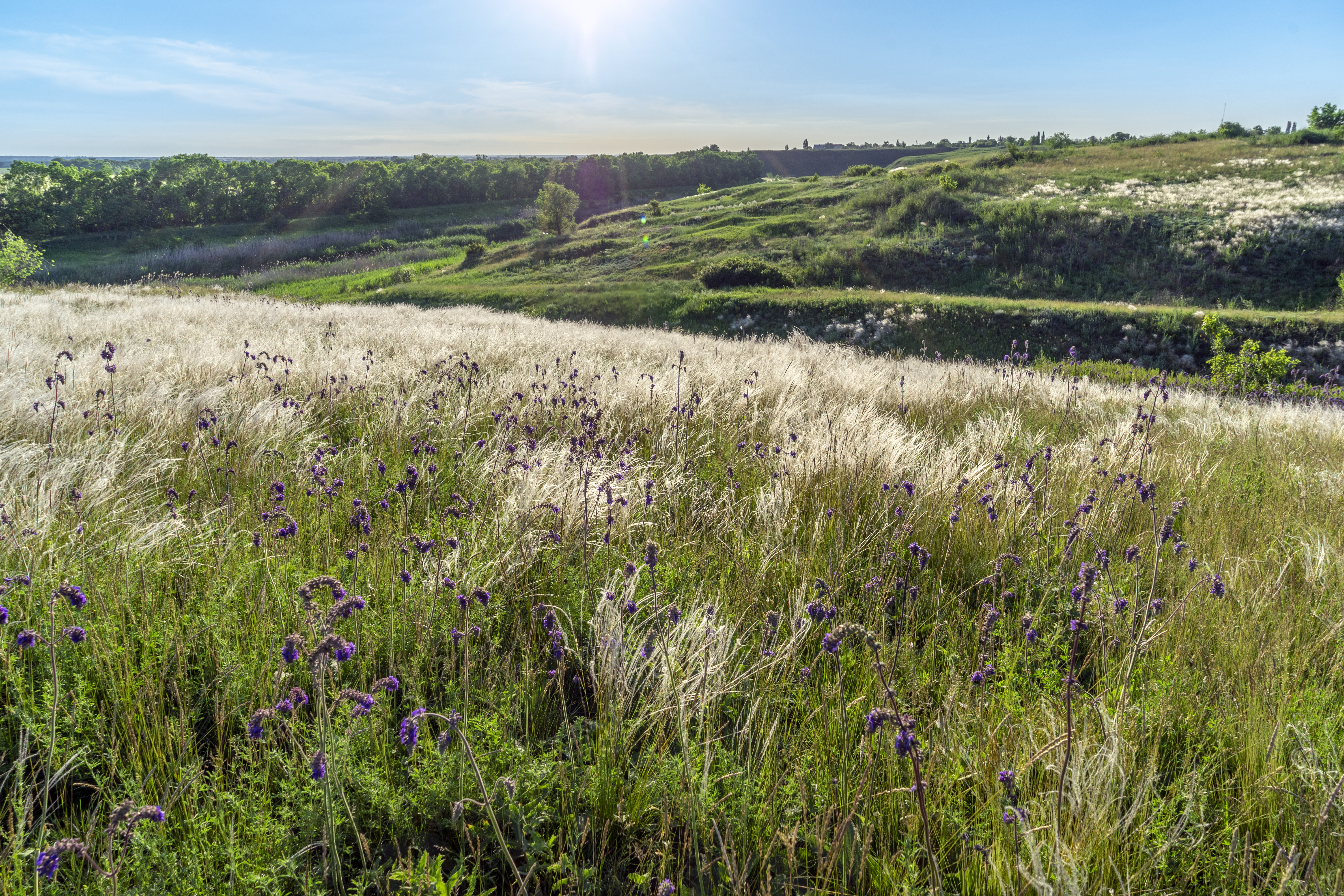

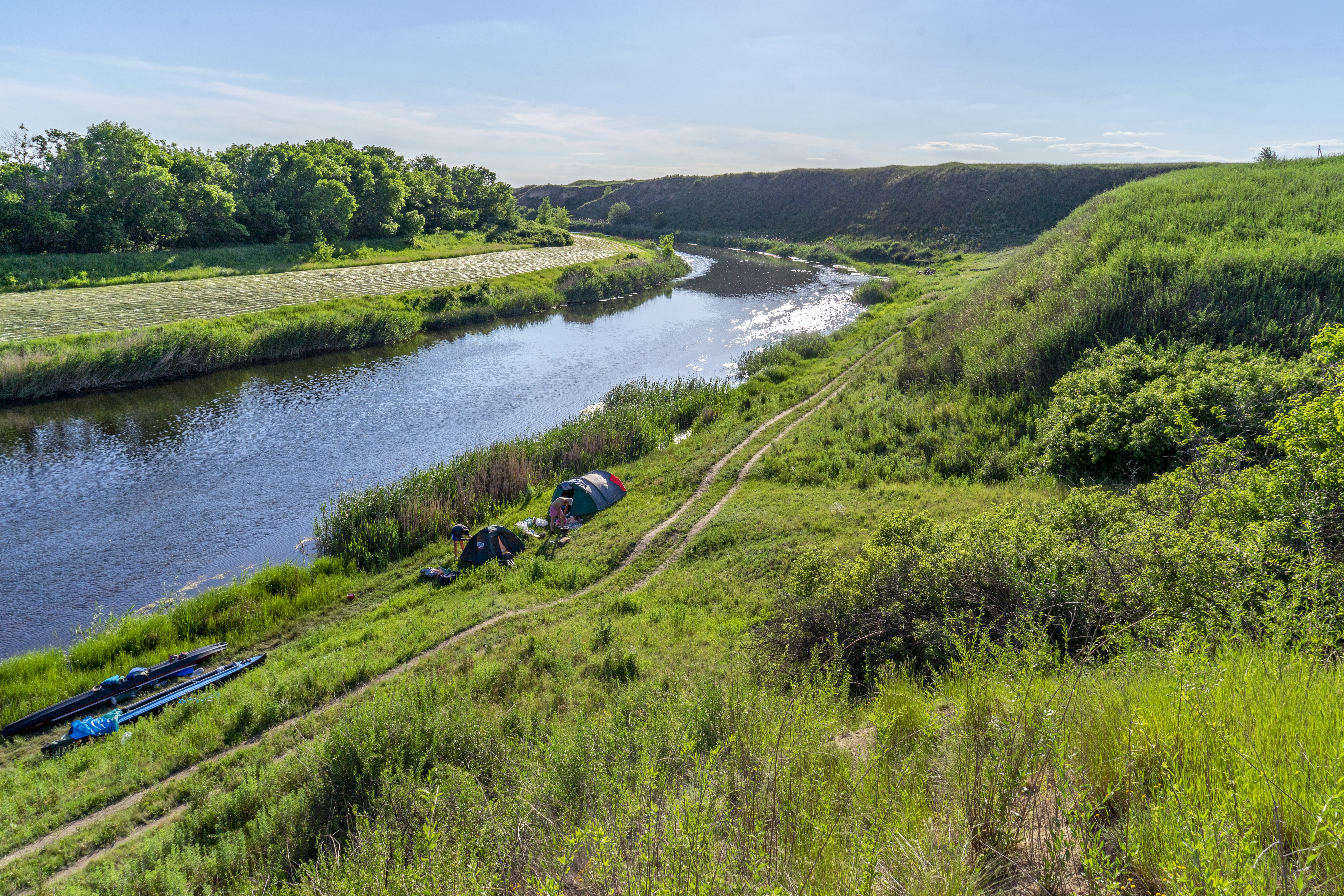

Чаплино-Васильківський заказник — ландшафтний заказник місцевого значення в Україні. Заказник розташований на південь від села Григорівка Васильківського району Дніпропетровської області. Територія заказника охоплює річище, береги і лучну заплаву річки Вовчої на території від села Пришиб до околиць села Григорівка та балкові системи Петрикову, Журавлеву, Васильківську, Перцеву і Григорівські яри.
У балках збереглися цінні ділянки степу з рідкісними ендемічними видами біоти.
Площа 825,58 га, створений у 2009 році.